# Eemsmond

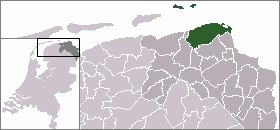
Eemsmonds läge (grönt) i Groningen (mörkgrått).

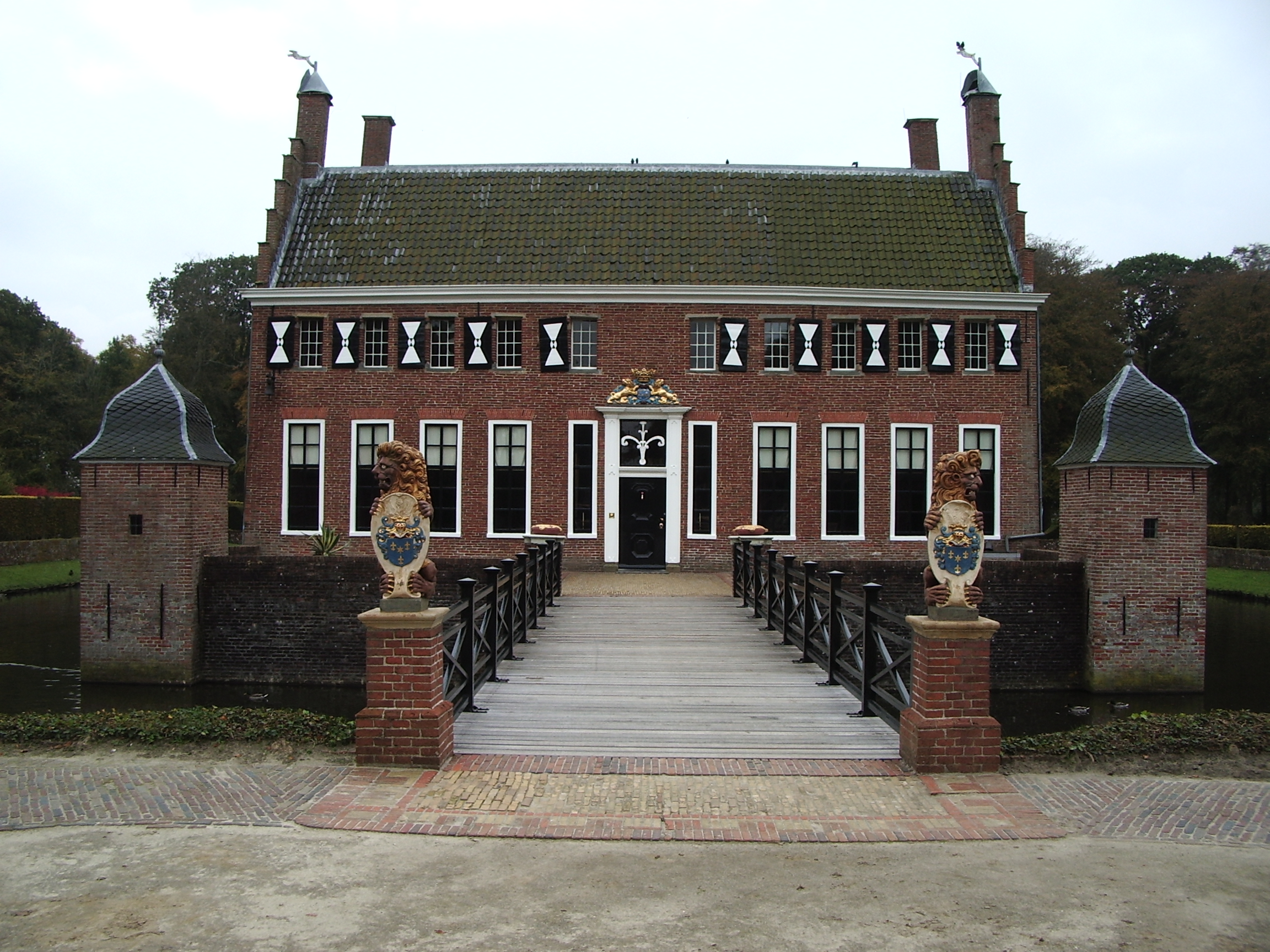
Menkemaborg i Uithuizen.

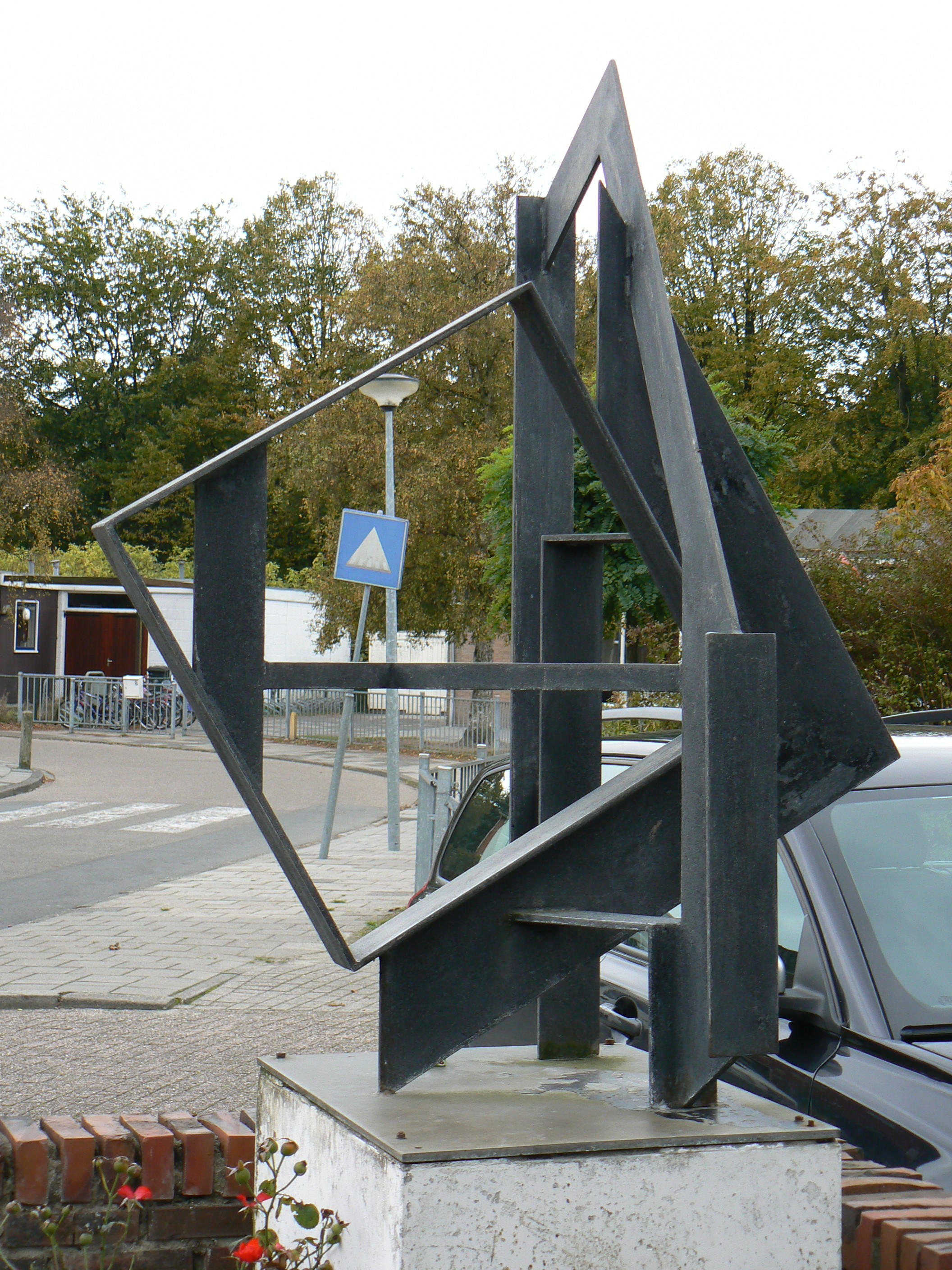
Utan titel av André Volten. Skulptur från 1955 i Uithuizen.

Eemsmond är en historisk kommun i provinsen Groningen i Nederländerna. Kommunens totala area är 551,24 km² (där 361,0 km² är vatten) och invånarantalet är på 16 736 invånare (2005). Huvudort är Uithuizen. Hamnen Eemshaven ligger inom kommunen.